# 小田野氏
小田野氏（おだのし）は日本の氏族。

## 概略
小田野氏の本姓は清和源氏流河内源氏の家系に属する佐竹氏（常陸源氏）の庶流にあたる山入氏の支族で、常陸守護 佐竹貞義の七男 師義が山入氏を起こして出家して小田野尾張入道を名乗ったのが起源であり、師義の次男（三男とも）、 自義が小田野九郎、尾張守を名乗ることにはじまる。
小田野氏が属する山入氏は、本来、佐竹姓を使用し続けており、佐竹宗家が鎌倉府の重鎮なら、山入氏は室町幕府の京都扶持衆として幕府に属して、幕府から常陸守護職に任ぜられるなど、家格、独立性高く、また宗家ともほぼ対等の地位にあった。佐竹宗家の義盛に男子がなく、藤原氏の出である上杉氏から義人が入婿すると、異姓の棟梁に反発する山入党はこれに反発、百年に及ぶ大乱を起こし、小田野氏ら山入党は佐竹興義を主君と仰ぎ、長倉城に拠って佐竹宗家に抗した。これを山入一揆という。しかし、鎌倉公方 足利持氏の命を受けた、岩松満国らの軍が同城を取り囲み、興義らの一党を討つと、小田野自義はついに小野崎氏や江戸氏ら宿老らと盟約結んで、鎌倉府方に服し、佐竹義人を主君と仰ぐこととなった。
文明10年（1478年）1月に起きた佐竹宗家と山入氏の合戦では宗家方につき、佐竹義治（義人の孫）の命で義治の次男・久米又三郎義武とともに小田野中務大輔義安が久米城に入った。
1月28日未明、山入方の大将 山入義知が子 義房と弟 四郎次郎義顕を先陣として国安城を出て来襲すると、宗家方は山入方の大将 義知、その嫡男 義房こそ討ち取ったものの、宗家方も久米義武をはじめ小田野中務大輔義安が討ち死にし、義武を補佐する四殿衆も立原筑後、瀬尾大膳が討ち取られるなど敗北を喫したと記録されている。その後も小田野氏は佐竹家臣として続き、小田野大和守義敦が久慈郡盛金邑の佐竹家臣 川野辺内記重行の女を正室としたとされる。
義正の代に、宗家の山入氏義、義盛父子を捕らえて、下野国茂木でこれを斬首する戦功を挙げた。
また、常陸守護代 江戸氏の家臣として田谷村に75貫を領する小田野式部なる部将がいた。

## 系譜
小田野氏の系譜は以下の通り。なお、刑部少輔大和守義村に至り、久慈郡頃藤城に拠るという。元々城主は、山田左近太夫通定であったが、義村が居城とするようになったという。また、小瀬郡那珂城には、義村長男 式部大輔義長、備前守親子が居住したとされる。慶長7年（1602年）、義定、宣忠、佐竹義宣に随い、秋田に転封した。幕紋は三頭丁子巴。なお、子孫に小田野九郎三郎ありという。以下の系図では遠祖の名に◎、直接の家祖の名に○をつけて表記した。
- 小田野氏嫡流

```
系譜 ◎山入師義―○小田野尾張守自義―中務大輔山城守義広＝山城守義継（袋田氏より嗣）―大和守義則―刑部少輔大和守義村―義正―義次―義辰―義房―刑部少輔義定―宣忠―宣行
―正興―正安―又八郎正純―正武―正信一正充
```

- 小田野義仲流

また、大和守義則の弟、山城守義仲の家系も別途存続している。
```
系譜 ◎小田野山城守義継―○山城守義仲―仲友―義冬―義盛―義賢―義景―義安
```

- 小田野広家流

小田野氏の庶流として小田野広家の系統がある。同家は広家の代に秋田に下向する。5人扶持。紋は糸輪二波丸を使用する。
```
系譜 ○小田野廣家一家利―家政―家直一直賢―武助直林
```

- 小田野家則流

小田野広家流の分家。石高24石、2人扶持。糸輪二波丸の紋を用いる。
```
系譜 ◎小田野廣家―○家則―家清―也家一直堅―直暁―直通
```

- 小田野直愛流

小田野三立直愛は武助直林の実弟にあたる。
```
◎小田野直賢―○三立直愛
```

- 小田野重家流

小田野重家は佐竹義重の次男 蘆名義広に随い、蘆名氏とともに秋田に移住したが、蘆名氏断絶以後、佐竹北家の佐竹義隣組に加えられる。仙北郡角館に住まう。
```
系譜 小田野重家―国営―国正一為国―国清―国厚―主馬国定―
```

- 小田野国爾流

秋田藩の医師を務める。寛政年間中断絶するという。
```
系譜 ◎小田野重家―○国爾―某―某―国賀
```

- 小田野家忠流

小田野家利の三男 家忠が分家する。1石4人扶持。家紋は糸輪二波丸。
```
系譜 ◎小田野家利―○家忠―直安―直克―禮吉直治―
```